# Sundon
Sundon är en civil parish i Storbritannien.   Den ligger i kommunen Central Bedfordshire i riksdelen England, i den södra delen av landet, 50 km nordväst om huvudstaden London. Antalet invånare är 460.